# Diócesis de Granada (Colombia)
La diócesis de Granada o de Granada en Colombia (en latín: Dioecesis Granadiensis in Columbia) es una circunscripción eclesiástica de la Iglesia católica en Colombia. Se trata de una diócesis latina, sufragánea de la arquidiócesis de Villavicencio. Desde el 31 de mayo de 2025 su obispo es Jorge Enrique Malpica Bejarano.

## Territorio y organización
La diócesis tiene 35 000 km² y extiende su jurisdicción sobre los fieles católicos de rito latino residentes en 13 municipios del departamento del Meta: El Dorado, El Castillo, Fuente de Oro, Granada, La Macarena, La Uribe, Lejanías, Mesetas, Puerto Concordia, Puerto Lleras, Puerto Rico, San Juan de Arama y Vistahermosa; del municipio de La Macarena se excluye la parte occidental de su territorio, que pertenece a la diócesis de San Vicente del Caguán.
La diócesis limita con la arquidiócesis de Bogotá al norte, la arquidiócesis de Villavicencio al este, la diócesis de San José del Guaviare al sureste, la diócesis de San Vicente del Caguán al suroeste, y al oeste, con la diócesis de Neiva.
La sede de la diócesis se encuentra en la ciudad de Granada, en donde se halla la Catedral de Nuestra Señora del Carmen.
En 2021 en la diócesis existían 27 parroquias agrupadas en 5 vicariatos: Waldino Castillo, San Juan Pablo II, San José, San Pedro Apóstol y Santa Teresita.

## Historia
La prefectura apostólica de Ariari fue erigida el 16 de enero de 1964 mediante la bula Laetamur admodum del papa Pablo VI, obteniendo el territorio del vicariato apostólico de Villavicencio (hoy arquidiócesis).
El 3 de octubre de 1987 la prefectura apostólica fue elevada al rango de vicariato apostólico mediante la bula Ad universas orbis del papa Juan Pablo II.
El 29 de octubre de 1999, mediante la bula Cum Vicariatus del papa Juan Pablo II, el vicariato apostólico fue elevado a diócesis y tomó su nombre actual.
Originalmente sufragánea de la arquidiócesis de Bogotá, el 3 de julio de 2004 la diócesis pasó a formar parte de la provincia eclesiástica de la arquidiócesis de Villavicencio.

## Estadísticas
Según el Anuario Pontificio 2022 la diócesis tenía a fines de 2021 un total de 217 450 fieles bautizados.
| Año                                                                             | Población            | Población | Población      | Sacerdotes | Sacerdotes    | Sacerdotes    | Bautizados por sacerdote | Diáconos permanentes | Religiosos | Religiosos | Parroquias |
| Año                                                                             | Bautizados católicos | Total     | % de católicos | Total      | Clero secular | Clero regular | Bautizados por sacerdote | Diáconos permanentes | Varones    | Mujeres    | Parroquias |
| ------------------------------------------------------------------------------- | -------------------- | --------- | -------------- | ---------- | ------------- | ------------- | ------------------------ | -------------------- | ---------- | ---------- | ---------- |
| 1966                                                                            | 55 000               | 63 000    | 87.3           | 10         |               | 10            | 5500                     |                      | 3          | 4          | 7          |
| 1968                                                                            | 69 700               | 95 000    | 73.4           | 12         |               | 12            | 5808                     |                      | 18         | 8          | 8          |
| 1976                                                                            | 110 000              | 120 000   | 91.7           | 22         |               | 22            | 5000                     |                      | 28         | 24         | 14         |
| 1980                                                                            | 120 500              | 135 000   | 89.3           | 27         | 1             | 26            | 4462                     |                      | 30         | 33         | 15         |
| 1990                                                                            | 208 000              | 230 000   | 90.4           | 25         | 8             | 17            | 8320                     |                      | 21         | 36         | 16         |
| 1999                                                                            | 192 000              | 207 000   | 92.8           | 25         | 14            | 11            | 7680                     |                      | 15         | 29         | 18         |
| 2000                                                                            | 188 000              | 202 760   | 92.7           | 25         | 13            | 12            | 7520                     |                      | 16         | 32         | 18         |
| 2001                                                                            | 193 250              | 202 920   | 95.2           | 28         | 15            | 13            | 6901                     |                      | 17         | 30         | 18         |
| 2002                                                                            | 194 300              | 210 000   | 92.5           | 29         | 15            | 14            | 6700                     |                      | 19         | 30         | 18         |
| 2003                                                                            | 150 000              | 172 000   | 87.2           | 27         | 14            | 13            | 5555                     |                      | 19         | 30         | 19         |
| 2004                                                                            | 150 000              | 200 000   | 75.0           | 31         | 19            | 12            | 4838                     |                      | 18         | 30         | 18         |
| 2006                                                                            | 151 931              | 205 151   | 74.1           | 31         | 21            | 10            | 4901                     |                      | 11         | 31         | 18         |
| 2013                                                                            | 188 000              | 232 100   | 81.0           | 37         | 31            | 6             | 5081                     |                      | 6          | 26         | 21         |
| 2016                                                                            | 185 636              | 238 607   | 77.8           | 39         | 36            | 3             | 4759                     |                      | 4          | 26         | 23         |
| 2019                                                                            | 211 180              | 278 160   | 75.9           | 50         | 45            | 5             | 4223                     |                      | 6          | 16         | 26         |
| 2021                                                                            | 217 450              | 286 650   | 75.9           | 56         | 48            | 8             | 3883                     |                      | 8          | 23         | 27         |
| Fuente: Catholic-Hierarchy, que a su vez toma los datos del Anuario Pontificio. |                      |           |                |            |               |               |                          |                      |            |            |            |

En 2015 se ordenaron siete nuevos sacerdotes, mientras que la cifra descendió a uno en 2016. En el curso 2016-2017 contaba con treinta seminaristas: quince en el Seminario Mayor Diocesano y quince en el Seminario Redemptoris Mater.

## Episcopologio
Prefectos apostólicos del Ariari
- Jesús María Coronado Caro, S.D.B. † (16 de enero de 1964-10 de febrero de 1973 nombrado obispo de Girardot)
- Héctor Jaramillo Duque, S.D.B. † (14 de septiembre de 1973-3 de agosto de 1981 nombrado obispo de Sincelejo)
- Luís Carlos Riveros Lavado, S.D.B. † (5 de marzo de 1982-27 de septiembre de 1986 falleció)

Vicario apostólico de Ariari
- Héctor Julio López Hurtado, S.D.B. (15 de diciembre de 1987-29 de octubre de 1999 nombrado obispo ordinario de Granada)

Obispos de Granada
- Héctor Julio López Hurtado, S.D.B. (29 de octubre de 1999-15 de junio de 2001 nombrado obispo de Girardot)
- José Figueroa Gómez, (8 de agosto de 2002-31 de mayo de 2025 retirado)
- Jorge Enrique Malpica Bejarano, desde el 31 de mayo de 2025